# ZBTB42
ZBTB42 (англ. Zinc finger and BTB domain containing 42) – білок, який кодується однойменним геном, розташованим у людей на 14-й хромосомі. Довжина поліпептидного ланцюга білка становить 422 амінокислот, а молекулярна маса — 46 491.
| 10         |  | 20         |  | 30         |  | 40         |  | 50         |
| ---------- |  | ---------- |  | ---------- |  | ---------- |  | ---------- |
| MEFPEHGGRL |  | LGRLRQQREL |  | GFLCDCTVLV |  | GDARFPAHRA |  | VLAACSVYFH |
| LFYRDRPAGS |  | RDTVRLNGDI |  | VTAPAFGRLL |  | DFMYEGRLDL |  | RSLPVEDVLA |
| AASYLHMYDI |  | VKVCKGRLQE |  | KDRSLDPGNP |  | APGAEPAQPP |  | CPWPVWTADL |
| CPAARKAKLP |  | PFGVKAALPP |  | RASGPPPCQV |  | PEESDQALDL |  | SLKSGPRQER |
| VHPPCVLQTP |  | LCSQRQPGAQ |  | PLVKDERDSL |  | SEQEESSSSR |  | SPHSPPKPPP |
| VPAAKGLVVG |  | LQPLPLSGEG |  | SRELELGAGR |  | LASEDELGPG |  | GPLCICPLCS |
| KLFPSSHVLQ |  | LHLSAHFRER |  | DSTRARLSPD |  | GVAPTCPLCG |  | KTFSCTYTLK |
| RHERTHSGEK |  | PYTCVQCGKS |  | FQYSHNLSRH |  | TVVHTREKPH |  | ACRWCERRFT |
| QSGDLYRHVR |  | KFHCGLVKSL |  | LV         |  |            |  |            |

A: Аланін

C: Цистеїн

D: Аспарагінова кислота

E: Глутамінова кислота

F: Фенілаланін

G: Гліцин

H: Гістидин

I: Ізолейцин

K: Лізин

L: Лейцин

M: Метіонін

N: Аспарагін

P: Пролін

Q: Глутамін

R: Аргінін

S: Серин

T: Треонін

V: Валін

W: Триптофан

Кодований геном білок за функцією належить до репресорів. 
Задіяний у таких біологічних процесах, як транскрипція, регуляція транскрипції. 
Білок має сайт для зв'язування з іонами металів, іоном цинку, ДНК. 
Локалізований у цитоплазмі, ядрі.